# Heizkraftwerk Altbach/Deizisau

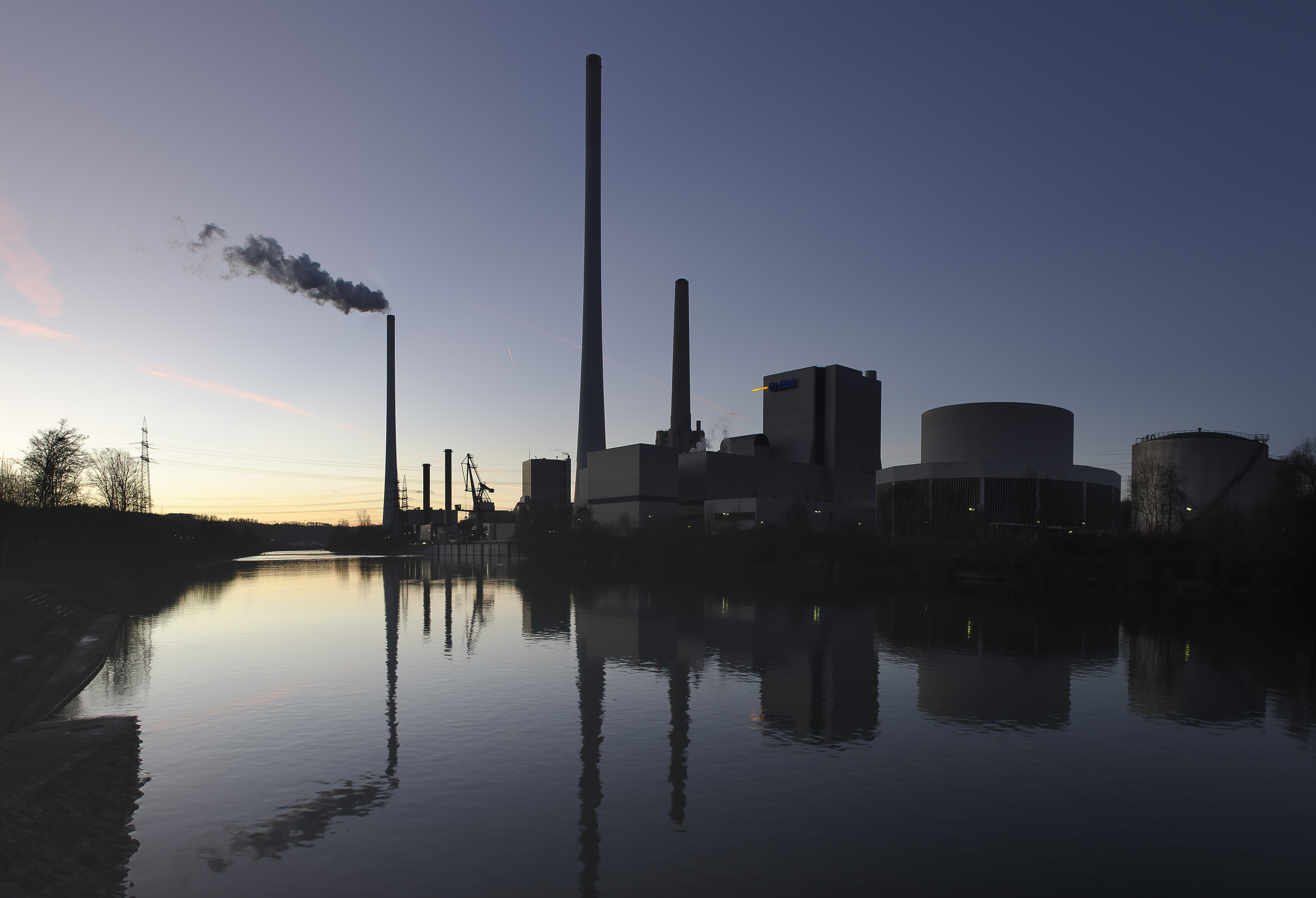
Das Kraftwerk

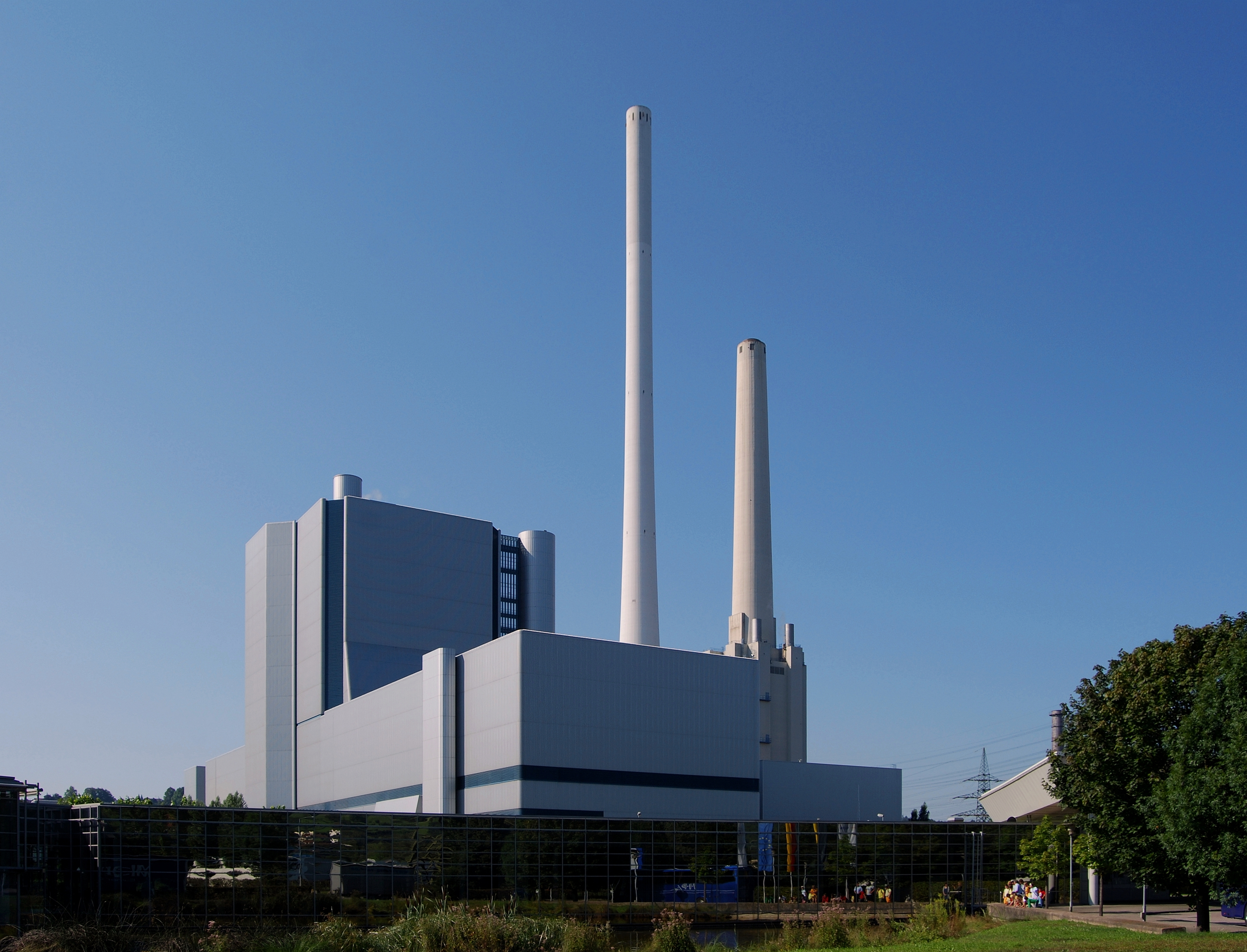
Kraftwerk Altbach 2

Das Heizkraftwerk Altbach/Deizisau ist ein Steinkohlekraftwerk in Baden-Württemberg. Es besteht aus zwei Blöcken und steht am Neckar bei Esslingen auf den Gemarkungen der Gemeinden Altbach und Deizisau, Württemberg.
Die insgesamt installierte elektrische Leistung beträgt einschließlich der Gasturbinen und des Kombiblocks 4 rund 837 MW. Das Kraftwerk ist an das 110-kV-Hochspannungsnetz der Netze BW und an das 380-kV-Höchstspannungsnetz der Transnet BW angebunden.

## Geschichte
Bereits im Jahre 1899 baute Heinrich Mayer seine Kraftcentrale, das erste Kohlekraftwerk am Standort Altbach. 1899 gilt damit auch als Gründungsjahr der Neckarwerke.
Ende der 1940er Jahre entstand dann der Vorläufer des heutigen Kraftwerks. Im Jahre 1950 ging Block 1 in Betrieb. Block 2 und 3 folgten 1960, Block 4 im Jahre 1971.
Block 1 wurde 1982 stillgelegt und 1985 abgerissen, der 120 Meter hohe Schornstein gesprengt. Block 2 und 3 wurden 1993 abgerissen und die beiden ebenfalls 120 Meter hohen Schornsteine gesprengt.

## Bestehende Kraftwerksblöcke

### Heizkraftwerk 1
Das HKW 1 ging Mitte 1985 ans Netz. Ursprünglich wurde diese Anlage als Block 5 bezeichnet. Das Kraftwerk hatte anfangs eine elektrische Bruttoleistung von 420 MWel. Durch Retrofitmaßnahmen an der Hoch- und Niederdruckturbine im Jahr 2006 konnte die elektrische Leistung auf 433 MWel gesteigert werden. Die Fernwärmeauskopplung von 280 MWth blieb dabei unverändert.
Das HKW 1 speist auf der 380-kV-Höchstspannungsebene in das Netz des Übertragungsnetzbetreibers Transnet BW ein.
Bei dem Kühlturm von Block 1 handelt es sich um einen durch Ventilatoren zwangsbelüfteten Kühlturm, der entweder als reiner Nasskühlturm oder als Hybridkühlturm betrieben werden kann. Der Kühlturm hat eine Höhe von 45 Metern und diente als Prototyp für den Hybridkühlturm des Kernkraftwerks Neckarwestheim 2. Der Schornstein des HKW 1 hat eine Höhe von 250 Metern.
Am 27. Februar 2017 gab der Vorstand der EnBW bekannt, den Block stilllegen zu wollen. Die EnBW wollte den Block zum 31. März 2020 endgültig außer Betrieb nehmen, die Bundesnetzagentur untersagte dies und stufte die Anlage bis 31. März 2025 als systemrelevant ein. Erst danach kann Block 1 endgültig stillgelegt werden.
Die Bundesnetzagentur stuft (Stand Juni 2024) HKW 1 bis zum 31. März 2031 als systemrelevant ein, wobei die Anlage nach der Inbetriebnahme von HKW 3 nur noch als Reservekraftwerk eingesetzt werden darf.

### Heizkraftwerk 2 mit Gasturbine E
Das HKW 2 nahm 1997 den Betrieb auf. Es hatte anfangs eine Bruttoleistung von 336 MWel im Hauptkesselbetrieb, bei einem Nettowirkungsgrad von 41,3 %. Durch eine Modernisierung im Jahr 2012 wurde die Leistung um 20 MW, auf jetzt 350 MWel gesteigert. Teil dieser Modernisierung war ein Retrofit der Mitteldruckturbine sowie ein Umbau der Feuerung und der sechs Kohlemühlen. Als Brennstoff für den Hauptkessel wird Steinkohle verwendet.
Zusätzlich verfügt das HKW 2 über eine Gasturbine (Gasturbine E) mit einer Leistung von 60 MWel und einem Abhitzekessel. Die Gasturbine E (Solo) wird, wie alle Gasturbinen am Standort, vom Übertragungsnetzbetreiber im Netzentwicklungsplan Strom 2013 als systemrelevant eingestuft.
Die elektrische Leistung im Verbundbetrieb beträgt 428 MWel bei einem Wirkungsgrad von 43,8 %. Ebenfalls besteht, wie im HKW 1, die Möglichkeit der Fernwärmeauskopplung von 280 MWth im Hauptkesselbetrieb, welche im Verbundbetrieb mit Abhitzekessel um weitere 87 MWth erhöht werden kann. Der Brennstoffausnutzungsgrad beträgt dabei bis zu 80 %.
Das HKW 2 speist auf der 380-kV-Höchstspannungsebene in das Netz des Übertragungsnetzbetreibers Transnet BW ein und die Gasturbine E auf der 110-kV-Ebene in das Netz des Verteilnetzbetreibers Netze BW ein.
Bei dem Kühlturm des HKW 2 handelt es sich um den gleichen Kühlturmtypen wie bei HKW 1. Der Kühlturm ist 42 Meter hoch und hat einen Basisdurchmesser von 76 Metern. Das HKW 2 verfügt wie das benachbarte HKW 1 ebenfalls über einen 250 Meter hohen Schornstein.
Der steinkohlebefeuerte Betriebsteil des Kraftwerks darf längstens bis 31. März 2027 weiterbetrieben werden. Danach ist eine Systemrelevanz als Reservekraftwerk nur noch für den GUD-Teil des Kraftwerks erlaubt. Die Dauer der Systemrelevanz ist bis zum 31. März 2031 befristet.

### Kombiblock 4 mit Gasturbine A
Der Block 4 ging 1972 in Betrieb. Er verfügt über eine Vorschaltgasturbine (Gasturbine A) vom Typ Siemens V93.0 mit einer Leistung von 50 MWel und einen mit Öl/Erdgas befeuerten Hauptkessel mit Dampfturbine. Zusätzlich besteht die Möglichkeit, die Abgase der Gasturbine in den Hauptkessel zu leiten, was einen GuD-Betrieb ermöglicht. Die elektrische Leistung beträgt dann 238 MWel, im Kraft-Wärme-Kopplungsmodus sind maximal 175 MWel und 180 MWth möglich.
Die Gasturbine A speist auf der 110-kV-Ebene in das Netz des Verteilnetzbetreibers Netze BW.
Der Schornstein auf Block 4 hat eine Mündungshöhe von 150 Metern.
Der Kombiblock 4 ist in Kaltreserve, die Gasturbine A (Solo) wird im Netzentwicklungsplan als systemrelevant eingestuft.

### Gasturbinen B und C
Die beiden Gasturbinen gingen 1974 und 1976 in Betrieb und haben eine elektrische Leistung von 60 bzw. 87 MW und können entweder mit Erdgas oder Heizöl EL betrieben werden.
Die Gasturbine B und C speisen auf der 110-kV-Ebene in das Netz des Verteilnetzbetreibers Netze BW ein und werden ebenfalls als systemrelevant eingestuft.

## Heizkraftwerk 3 (GuD, im Bau)
Im Oktober 2021 wurden Planungen bekannt, wonach die EnBW am Standort einen weiteren Kraftwerksblock bauen wird. Dieser wird als erdgasbefeuerter GuD-Kombiblock ausgeführt werden und soll über eine elektrische Leistung von ca. 750 MW verfügen und bis zu 180 MW Fernwärmeleistung auskoppeln können. Der Baubeginn war im November 2023, die Fertigstellung ist für Ende 2026 geplant. Mit der Fertigstellung des neuen Kraftwerksblocks werden die beiden Blöcke HKW1 und HKW2 stillgelegt und bis 31. März 2031 als Reservekraftwerke ausgewiesen. Als Besonderheit ist geplant, dass der neue Kraftwerksblock den Kühlturm von HKW 1 weiterverwenden kann.

## Betreiber
Betreiber ist die EnBW Kraftwerke AG; davor waren es die Neckarwerke Stuttgart (1997–2003), bis 1997 die Neckarwerke Elektrizitätsversorgung.

## Fernwärmeversorgung
Über eine Fernwärmeleitung, die sogenannte Mittlere Neckarschiene, ist das Kraftwerk mit dem Heizkraftwerk Stuttgart-Gaisburg in Stuttgart-Ost und dem Müllheizkraftwerk Stuttgart-Münster verbunden. Ein Großteil der Industriebetriebe in Esslingen und Stuttgart (u. a. Werke der Daimler AG) werden mit Fernwärme versorgt, ebenso viele Privathaushalte in Esslingen, Altbach, Deizisau, Plochingen und Stuttgart.

## Emissionen
Beide Heizkraftwerke sind mit effizienten Entstickungs-, Entstaubungs- und Entschwefelungsanlagen ausgestattet. Der Betreiber meldete folgende Emissionen im europäischen Schadstoffregister PRTR:
| Luftschadstoff                           | 2007             | 2008             | 2009             | 2010             |
| ---------------------------------------- | ---------------- | ---------------- | ---------------- | ---------------- |
| Kohlendioxid (CO2)                       | 3.130.000.000 kg | 2.530.000.000 kg | 2.350.000.000 kg | 2.220.000.000 kg |
| Stickstoffoxide (NOx/NO2)                | 1.730.000 kg     | 1.600.000 kg     | 1.370.000 kg     | 1.350.000 kg     |
| Schwefeldioxide (als SOx/SO2)            | 1.060.000 kg     | 1.010.000 kg     | 895.000 kg       | 906.000 kg       |
| Feinstaub (PM10)                         | 63.400 kg        | < 50.000 kg      | < 50.000 kg      | < 50.000 kg      |
| Distickoxid (N2O)                        | 35.000 kg        | 28.400 kg        | 27.300 kg        | 25.500 kg        |
| Anorganische Chlorverbindungen (als HCl) | 34.600 kg        | 74.300 kg        | 69.200 kg        | 69.700 kg        |
| Anorganische Fluorverbindungen (als HF)  | 17.300 kg        | 13.900 kg        | 15.600 kg        | 15.600 kg        |
| Quecksilber und Verbindungen (als Hg)    | 43 kg            | 34 kg            | 31 kg            | 30 kg            |

## Bilder

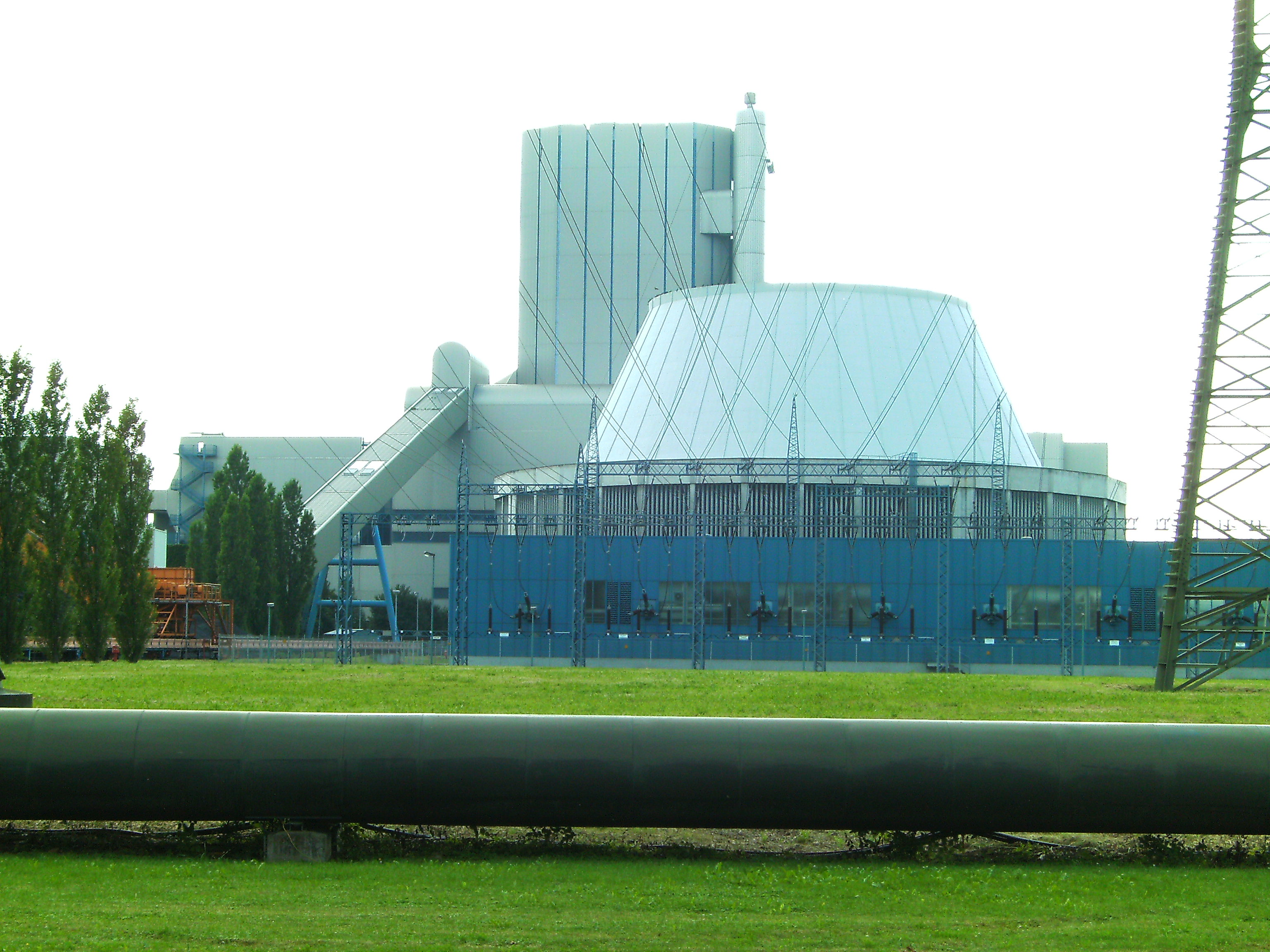
HKW 1
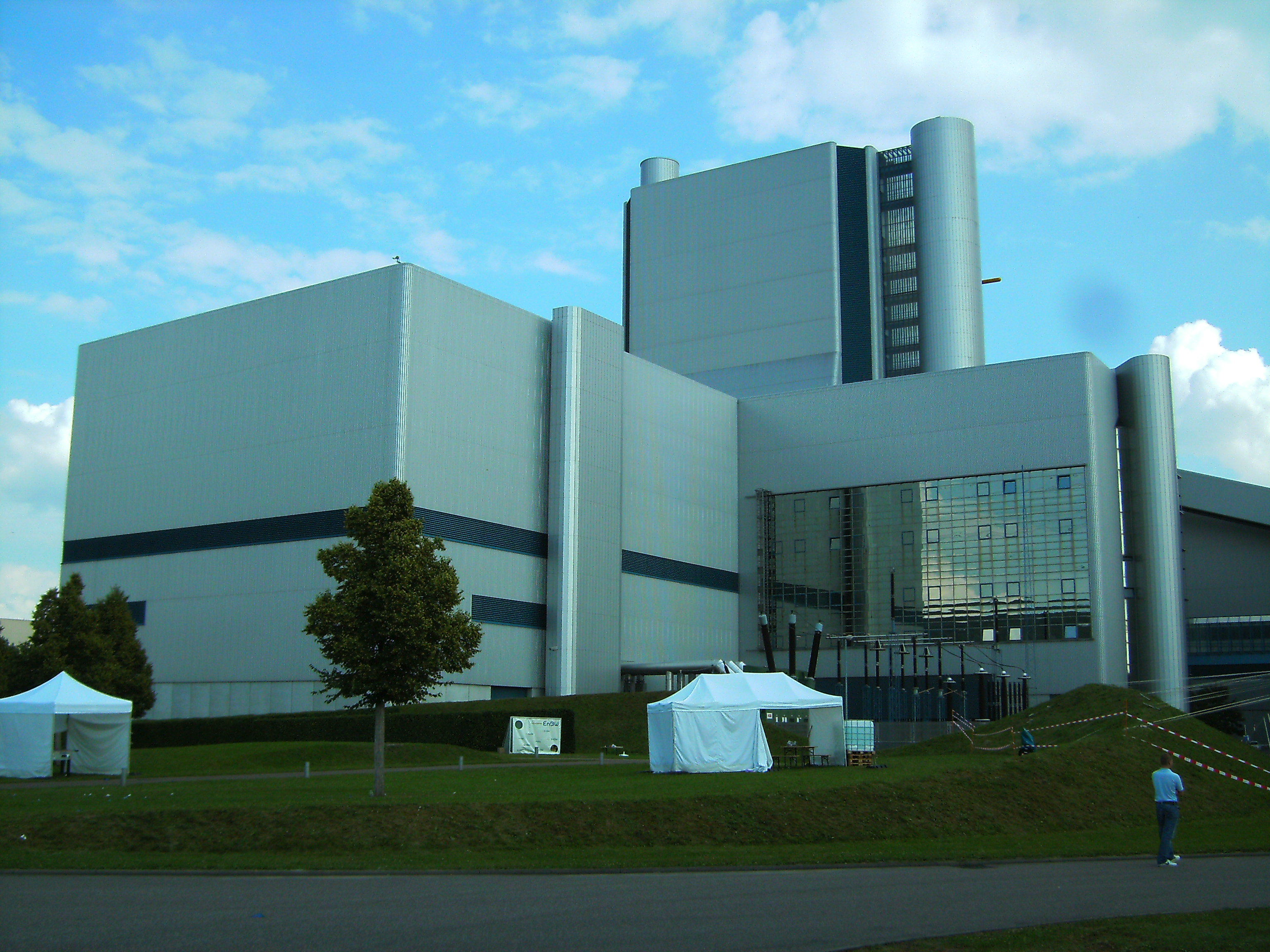
HKW 2
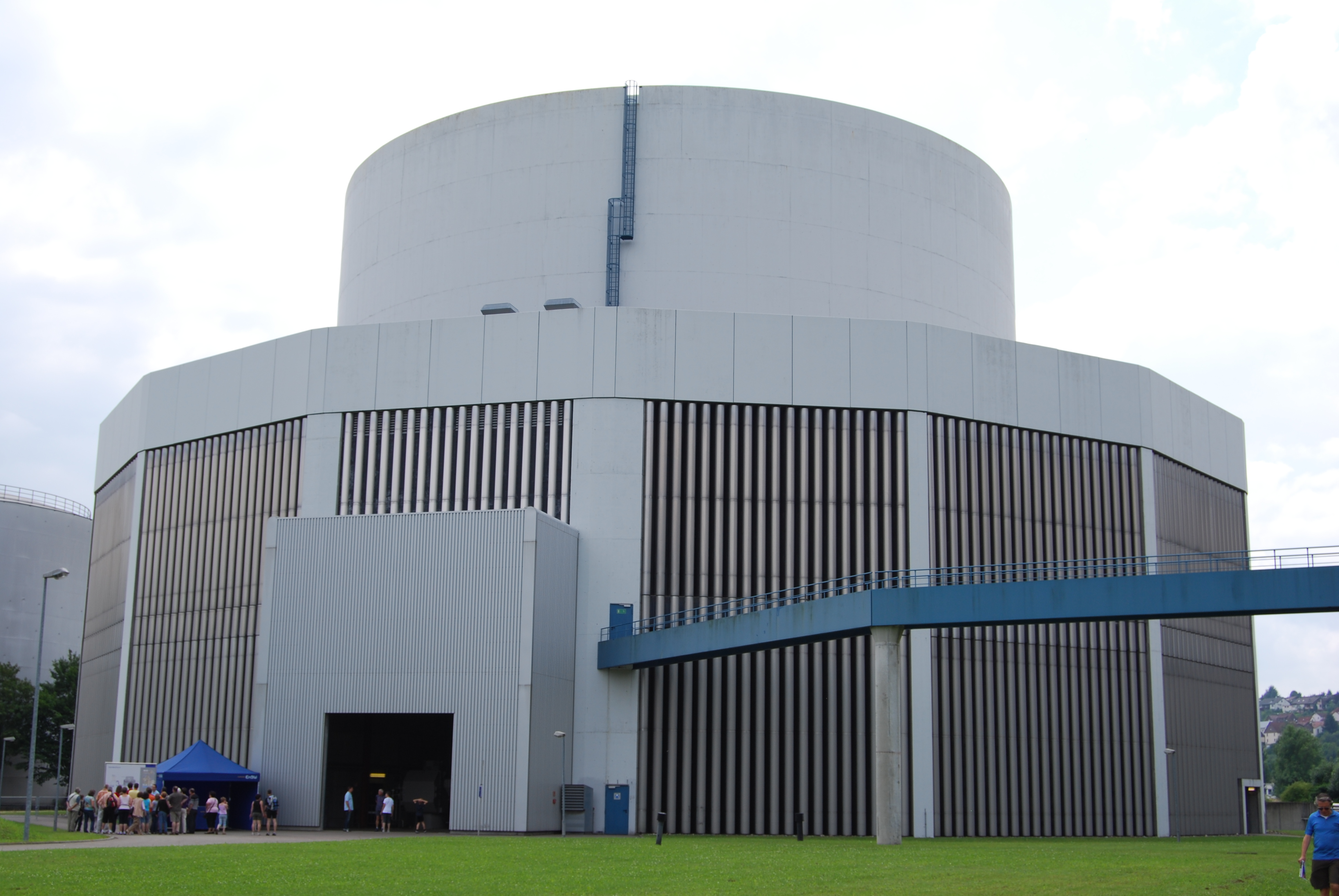
Hybridkühlturm HKW 2
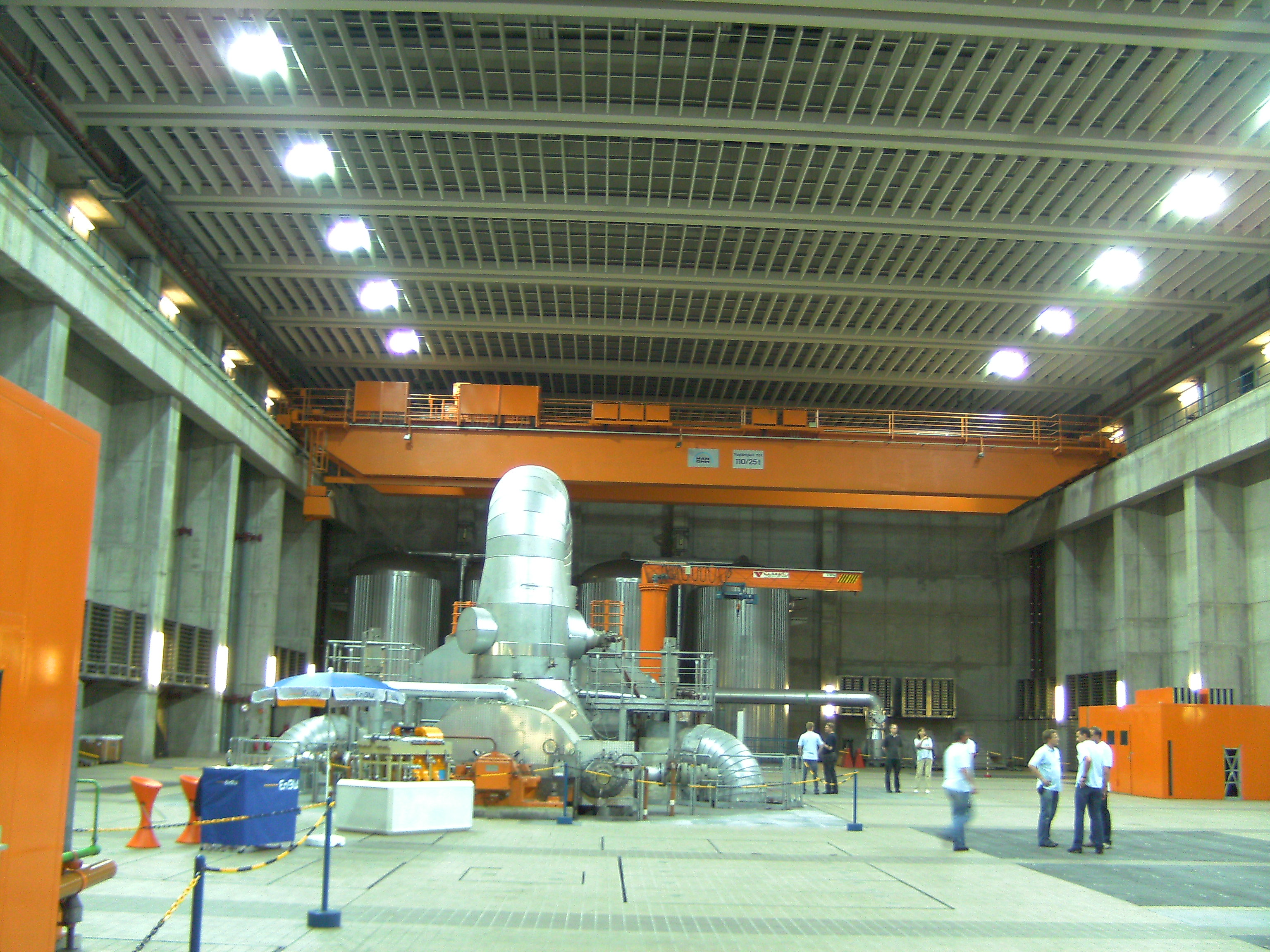
Maschinenhalle
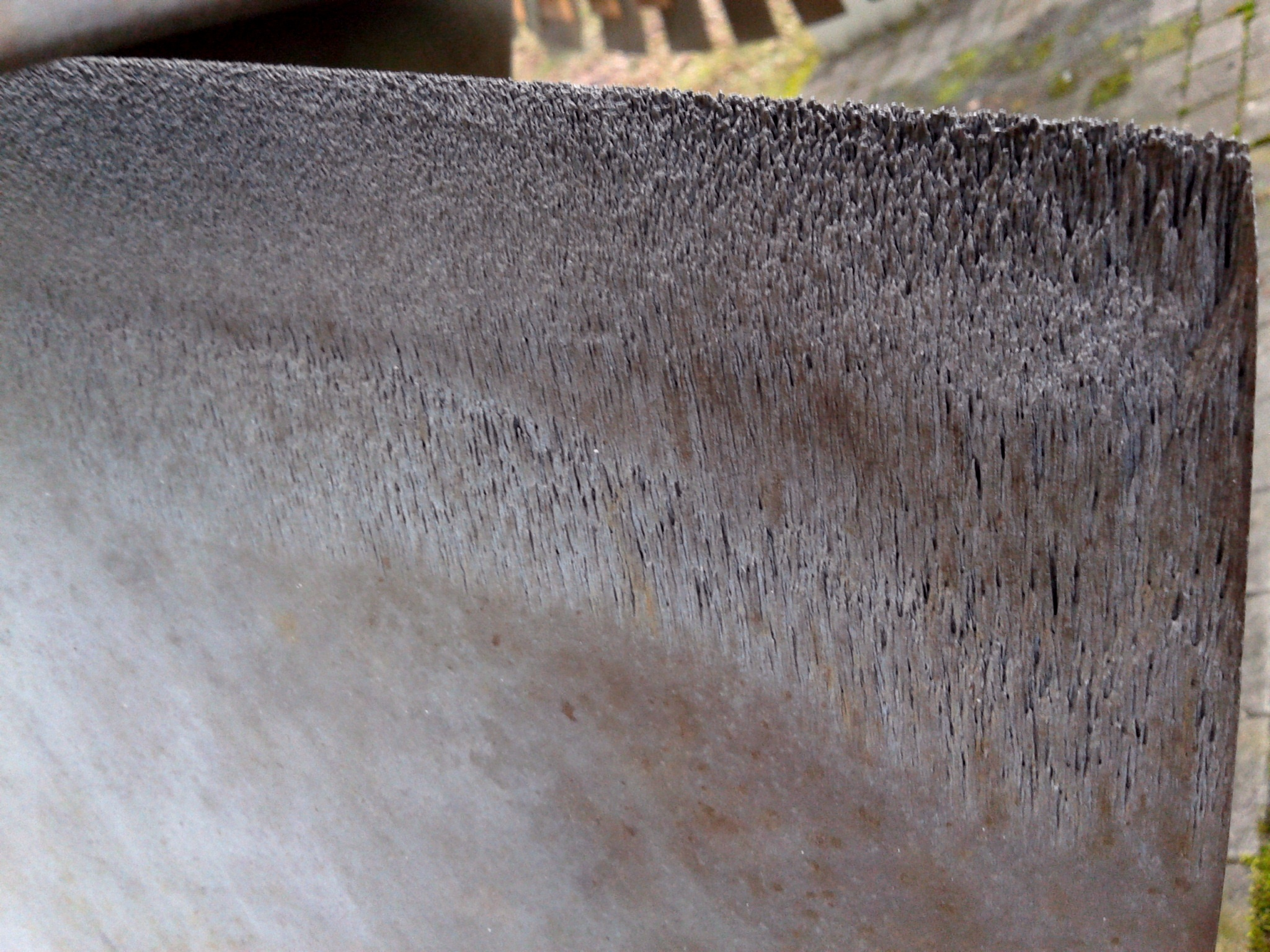
Ausgemusterte Niederdruck-Dampfturbinenschaufel